# النهار القطبي

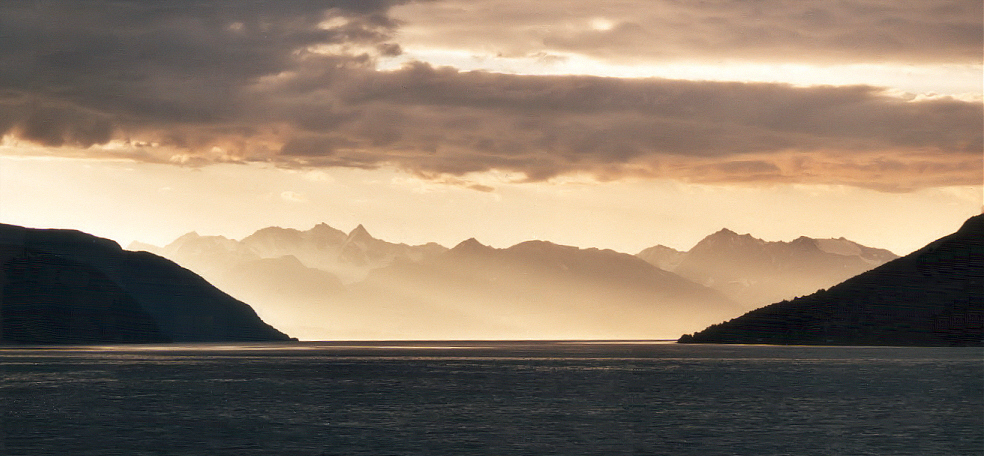
النهار القطبي بالقرب من سكيبتون (النرويج)

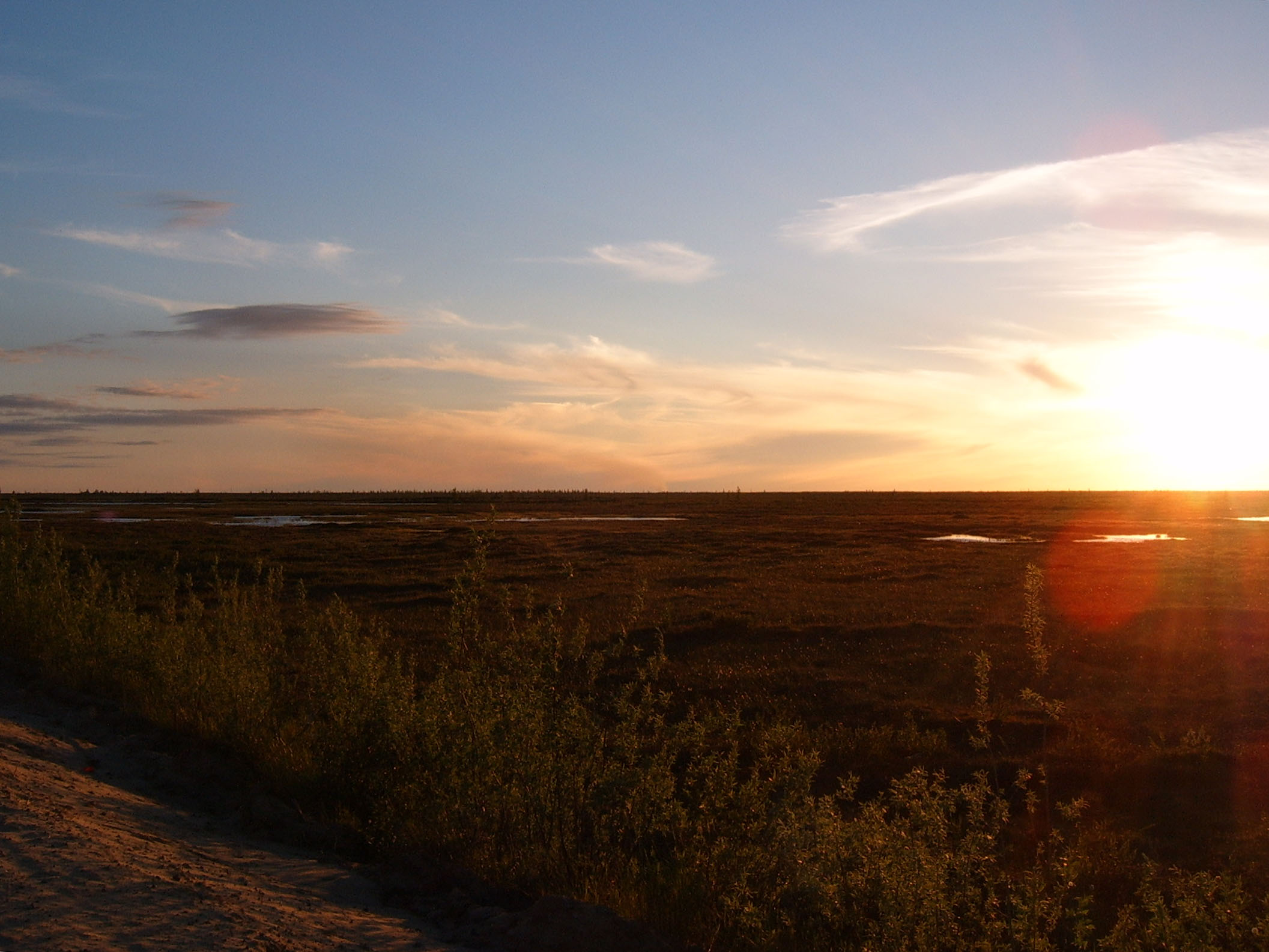
النهار القطبي على مقربة من يامبورج (روسيا)

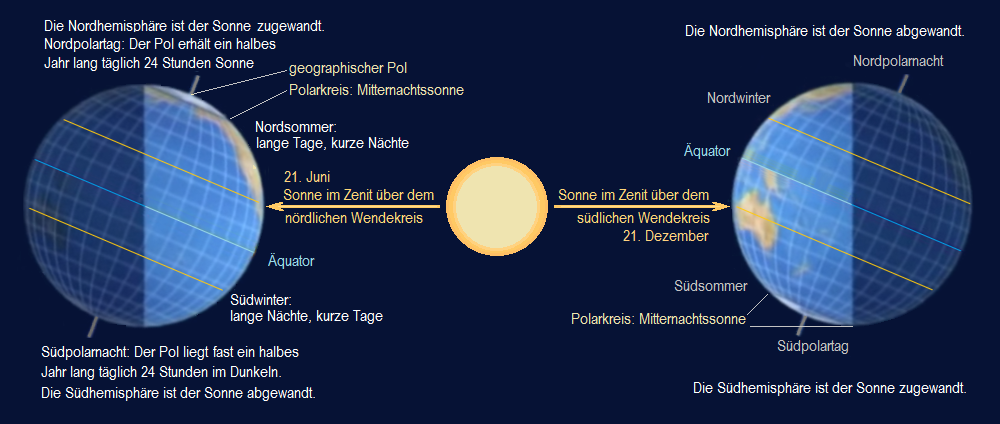
الليل القطبي والنهار القطبي

النهار القطبي، هو ظاهرة فلكية تحدث في المناطق القطبية، وهي تحدث في الفترة حول الانقلاب الشمسي، في المنطقة القطبية الشمالية حول الانقلاب الصيفي في شهر يونيو، حيث لا تغيب شمس منتصف الليل تحت خط الأفق ليوم واحد على الأقل، لذلك فكل النهار يظهر فيه ضوء النهار الساطع، عدا فترة الشفق القصيرة في منتصف الليل على أطراف المناطق القطبية.
يمتد النهار القطبي في القطب الشمالي والقطب الجنوبي الجغرافيين لمدة نصف عام(1)، أما في الدوائر القطبية، فبالضبط هناك يوم واحد فقط لا تغيب فيه الشمس مطلقاً، بسبب الانكسارات الفلكية قد تشهد هذه الظاهرة بعض المناطق خارج المناطق القطبية.
تبدو أن الشمس من الأرض في القطبين تدور لمدة 24 ساعة على نفس الارتفاع تقريباً، وفي يوم الانقلاب الصيفي تبدو حوالي 23.5 درجة فوق الأفق. وخلال الأشهر الثلاثة المقبلة تبدو من الأرض أنها تتحرك ببطء في شكل حلزوني لأسفل الأفق. الشمس تشرق وتغرب بشكل طبيعي كما يحدث في باقي العالم لمرة واحدة كل السنة، وتحديدا عنما يتقاطع مسارها المشاهد في السماء مع أفق الاستواء، وذلك خلال الاعتدالين. وفي هذه الفترة الانتقالية تكون الشمس مرئية فقط بشكل جزئي في ارتفاعها وهبوطها الباديين من الأرض، بينما تتحرك على طول الأفق، وإذا ما كان فقط القليل منها أسفل الأفق يبدأ الشفق الذي يدوم لعدة أسابيع.

## روابط خارجية
- Webcam und Wetterdaten von der Universität Tromsø
- في أقاصي الشمال - 1 النهار القطبي على يوتيوب

## هوامش
- 1: حيث أن الفترة بين الاعتدالين ليست دوماً بنفس الطول، فطول النهار القطبي كذلك ليس دائماً بنفس القيمة، في القطب الشمالي يدوم النهار القطبي أكثر بعدة أيام من القطب الجنوبي.